# Olga Povitzky

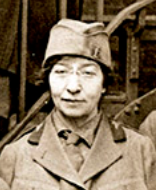
OlgaPovitzky, 1918

Olga Raissa Povitzky (* 24. Dezember 1877 in Litauen, Russisches Kaiserreich; † 21. Mai 1948 in Pleasant Valley, New York (Bundesstaat), Vereinigte Staaten) war eine US-amerikanische Bakteriologin und Hochschullehrerin. Sie arbeitete 41 Jahre lang als Forscherin im New York City Department of Health und entwarf die Povitsky-Flasche für die Zubereitung von Giftstoffen und Gewebekulturarbeiten.

## Leben und Werk
Povitzky zog 1893 in die Vereinigten Staaten, um bei ihrem bereits zuvor aus Litauen ausgewandertem Bruder Charles, einem Apotheker in Philadelphia, zu leben. Sie studierte sowohl Englisch als auch Medizin am Women's Medical College of Pennsylvania, dem heutigen Teil des Drexel University College of Medicine. 1901 schloss sie ihr Medizinstudium ab und führte kurzzeitig eine Privatpraxis in Mahanoy City, bevor sie nach New York City zog, wo sie bis zu ihrem Lebensende wohnte.
1904 wurde sie US-Staatsbürgerin und promovierte 1905 an der New York University (NYU) in öffentlicher Gesundheit. Anschließend begann sie ihre Forschungen in den Laboren des Gesundheitsministeriums.

## Forschung
Zunächst beschäftigte sie sich mit dem Rotz bei Pferden. Darüber hinaus war sie als Dozentin für öffentliche Gesundheit an der NYU aktiv.
Während des Ersten Weltkriegs schloss sie sich dem ersten Kontingent der Women's Oversea Hospitals an, die von der National American Woman Suffrage Association gesponsert wurden. Im Februar 1918 segelte sie mit einer Gruppe von 30 anderen Frauen in das Kriegsgebiet in Frankreich. Povitzky wurde an das Pasteur-Institut in Paris geschickt, um eine Spezialausbildung in Gasbrand zu erhalten. Sie forschte bis Kriegsende im Laboratoire d'Epidemiologie in Le Mans, wo sie bakteriologischen, physiologischen und chemischen Untersuchungen für die Militärlazarette in Sarthe, Mayenne, Département Eure-et-Loir und Orne durchführte.
Nach dem Krieg kehrte Povitzky an das New Yorker Gesundheitsamt zurück, wo sie mehrere Jahre lang die Herstellung eines Diphtherie-Antitoxins im Labor von William Hallock Park beaufsichtigte. Sie untersuchte auch Haemophilus influenzae und experimentierte mit einem Serum gegen Meningitis. 1923 entwickelte sie in Zusammenarbeit mit Josephine Neal im Labor des Willard Parker Hospital ein Serum gegen Meningitis. 1920 wurde sie Mitglied der American Association of Immunologists (AAAI).
In den 1920er und 1930er Jahren veröffentlichte sie im Journal of Immunology und anderen Zeitschriften, vor allem über Entwicklungen zur Verfeinerung der Produktionstechniken für Diphtherie-Toxoid und Antitoxin, sowie über Keuchhusten. In den 1930er Jahren entwarf Povitzky eine rechteckige Pyrex-Kulturflasche. Diese hatte ursprünglich ein Fassungsvermögen von 2 Litern und diente zur Kultivierung von Diphtherie-Toxin zur Herstellung des Diphtherie-Toxoid-Impfstoffs. Die Povitsky-Flasche wurde von Corning Glass aus Pyrex hergestellt, überstand wiederholte Nass- oder Trockensterilisation und konnte viele Male wiederverwendet werden. Die Povitsky-Kulturflasche war ein Schlüsselelement der in den frühen 1950er Jahren entwickelten kanadischen Technologie, die die Produktion des Salk-Polio-Impfstoffs in großem Maßstab ermöglichte.
Povitzky forschte im Labor bis zwei Jahre vor ihrem Tod. Sie starb 1948 im Alter von 71 Jahren in Moores Mill in Pleasant Valley.

## Veröffentlichungen (Auswahl)
- Prompt Macroscopic Agglutination in the Diagnosis of Glanders. The Journal of Immunology 3, no. 6: 463–79.
- Diphtheria Toxin. The Journal of Immunology 16, no. 5, 1918, S. 421–428.
- mit Erla Jackson, Minnie Eisner: Diphtheria Toxoid. Preparation and Dosage. The Journal of Immunology 20, no. 3, S. 247–53.
- mit Minnie Eisner: Merthiolate Versus Phenol As a Preservative for Diphtheria Toxoids—Diluted and Undiluted at Icebox and Room Temperatures. The Journal of Immunology 28, no. 3, 1935, S. 209–213
- mit Minnie Eisner: The Effect of Temperature on the Antigenic Value of Diphtheria Toxoid. The Journal of Immunology 28, no. 3, 1935, S. 251–33.